# Marie-Dominique Arrighi
Pour les articles homonymes, voir Arrighi.
Marie-Dominique Arrighi est une journaliste et femme de radio française, née à Paris le 29 septembre 1951 et morte à Paris le 19 mars 2010.

## Biographie
Marie-Dominique Arrighi est la fille Pascal Arrighi, résistant et homme politique corse, et de Marie-Rose Chavy (1926-2019).
Sa carrière de journaliste commence à la radio. Elle réalise et produit à France Culture des émissions comme Le Bon Plaisir (de Roland Topor, François Maspero, Claude Duneton, etc.), Nuits magnétiques sur des sujets variés (Les frontières, Le nom en personne, L'immeuble, Être français) et de nombreux Atelier de création radiophonique.
Après 17 ans de radio, elle entre à Libération en 1994, où elle contribue à la rubrique Métro. Elle y apprend d'autres facettes du métier et se voit par la suite confier la responsabilité des rubriques Medias et Vous, puis de l'ensemble des blogs du journal après que dans le prolongement de cette rubrique, elle ait créée le Consottisier , blog consacré aux dérives consuméristes, et reprenne avec sa passion de la photo le blog Vos photos  où elle insuflera son énergie et sa tolérance.
Parallèlement à ce travail journalistique, elle publie des nouvelles, Vu (éd. Neo, prix du polar 84 pour la nouvelle), L'île en 85 (recueil collectif Café Nocturne, éd. Harpo), Scène d'amour l'année suivante (éd. Autrement, en collaboration).
En 2005, elle est atteinte d'un cancer du sein. En 2009, elle connaît une rechute. Elle décide alors de tenir en ligne le journal de sa maladie. Elle baptise ce blog « crabistouilles » en référence au crabe (cancer), au bistouri et aux carabistouilles (billevesées) que tout cela demeure à ses yeux. Elle le renomme bientôt : « K, histoires de crabe. Journal d’une nouvelle aventure cancérologique ». Consciente de la gravité du diagnostic, elle conserve un humour, une distance, une sensibilité journalistique très éloignés de la mollesse compassionnelle souvent de mise face à la maladie et à la mort.
Cette attitude hors normes a un effet inattendu : le blog devient rapidement un phénomène éditorial, près de 10 000 lecteurs le fréquentent chaque jour. Souvent, le fil des commentaires s'étire très au-delà des standards. Quand en février 2010 « MDA » (sa signature) n'est plus en mesure de le tenir, la communauté réunie autour de cette publication poursuit le dialogue par commentaires interposés. Son dernier billet en compte près de 2 000.
Elle meurt le 19 mars 2010 à l'hôpital des Diaconesses de Paris, où elle avait été admise en soins palliatifs un mois plus tôt.